# Walthall County
Walthall County är ett administrativt område i delstaten Mississippi, USA. År 2010 hade countyt 15 443 invånare. Den administrativa huvudorten (county seat) är Tylertown.

## Geografi
Enligt United States Census Bureau har countyt en total area på 1 046 km². 1 044 km² av den arean är land och 2 km² är vatten.

### Angränsande countyn
- Lawrence County - nord
- Marion County - öst
- Washington Parish, Louisiana - syd
- Pike County - väst
- Lincoln County - nordväst